# Carniadactylus rosenfeldi
Il carniadattilo (Carniadactylus rosenfeldi) è un rettile volante estinto, appartenente agli pterosauri. Visse nel Triassico superiore (Carnico/Norico, circa 228 milioni di anni fa) e i suoi resti fossili sono stati ritrovati in Italia.

## Descrizione
Questo animale era molto simile al suo stretto parente Eudimorphodon, anche se era notevolmente più piccolo: l'apertura alare era di circa 70 centimetri. Come Eudimorphodon, anche questo animale era dotato di numerosi denti multicuspidati e complessi. Nonostante le loro somiglianze, la differenza di taglia tra questi due pterosauri probabilmente significava che essi occupavano differenti nicchie ecologiche e si affidavano a differenti fonti di cibo. Questa ipotesi è sostenuta da studi sulla loro anatomia dentaria. Anche se simili nella morfologia, i denti di Carniadactylus non mostrano usura o quasi, al contrario di quelli del più grande Eudimorphodon che si nutriva di pesci e che doveva essere in grado di stritolare il suo cibo. Il più piccolo Carniadactylus, probabilmente, si nutriva di prede dal corpo molle come vermi o larve di insetti (Osi, 2010).

## Classificazione
Nel 1995 il paleontologo italiano Fabio Marco Dalla Vecchia descrisse una nuova specie del genere Eudimorphodon: E. rosenfeldi. L'olotipo era noto come MFSN 1797, uno scheletro parziale con parti di cranio e mandibola, ma mancante della coda, rinvenuto in provincia di Udine. È stato subito chiaro, però, che nelle analisi cladistiche E. rosenfeldi non era il sister taxon della specie tipo di Eudimorphodon, E. ranzii. Ciò ha reso il genere parafiletico o polifiletico. Per evitare questo, Dalla Vecchia nel 2009 ha istituito il nuovo genere Carniadactylus, la cui specie tipo è Carniadactylus rosenfeldi. Il nome del genere deriva dalla Carnia, il nome della regione dove è stato trovato il fossile, e dal greco daktylos, "dito", un riferimento al dito dell'ala tipico di pterosauri. Un secondo esemplare, noto come MPUM 6009, è stato proposto come paratipo, ed è costituito da uno scheletro quasi completo. È di un terzo più piccolo dell'olotipo; questa disparità è stata spiegata da Dalla Vecchia come variabilità intraspecifica, ma nel 2015 nuovi studi hanno portato alla conclusione che questo esemplare sia attribuibile a un nuovo genere, Bergamodactylus.
Secondo analisi iniziali di Alexander Kellner, si è ritenuto che Carniadactylus fosse imparentato con Peteinosaurus all'interno della famiglia Dimorphodontidae. David Unwin, in seguito, lo ritenne un appartenente alla famiglia Campylognathoididae. Questa conclusione è stata convalidata da un'analisi di Dalla Vecchia, che ha indicato Carniadactylus come sister taxon di Caviramus. Tuttavia, un'altra analisi filogenetica operata da Andres e Myers nel 2013 ha sostenuto l'interpretazione originale: secondo questa analisi, Carniadactylus sarebbe il sister taxon della specie tipo di Eudimorphodon, e quindi riclassificata all'interno di quel genere.